# Pharetrophora curvata
Pharetrophora curvata är en stekelart som beskrevs av Narolsky 1994. Pharetrophora curvata ingår i släktet Pharetrophora och familjen brokparasitsteklar. Inga underarter finns listade i Catalogue of Life.